# Marcos el Evangelista
Marcos el Evangelista o Marcos el Apóstol (en griego: Μάρκος; en latín: Mārcus; en copto: Μαρκοϲ; en hebreo: מרקוס; siglo I), conocido como san Marcos, es la persona a la que tradicionalmente se ha atribuido la autoría del Evangelio de Marcos. Según la tradición cristiana, fue el fundador y primer obispo de la Iglesia de Alejandría, así como intérprete de Simón Pedro, hipótesis de las que discrepan la mayoría de historiadores modernos.

## San Marcos en el Nuevo Testamento y en otras fuentes

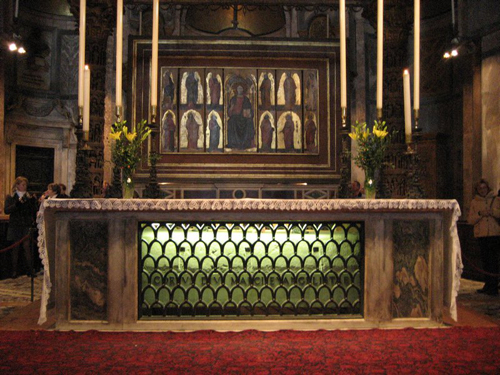
Restos de San Marcos Evangelista en Venecia.

Suele identificársele con un Juan, llamado Marcos, que aparece varias veces en los Hechos de los Apóstoles. Se le cita por primera vez en Hechos 12:12, cuando Simón Pedro, milagrosamente liberado de la cárcel, se refugia en casa de María, madre de "Juan, por sobrenombre Marcos". Acompañó a Pablo de Tarso y a Bernabé en el primer viaje de Pablo (Hechos 13:5), pero se separó de ellos cuando llegaron a Panfilia, regresando a Jerusalén (Hechos 13:13, en estos versículos se hace referencia a él simplemente como "Juan"). Cuando Pablo iba a iniciar su segundo viaje, tuvo una grave disputa con Bernabé a propósito de "Juan, llamado Marcos": Bernabé quería que fuese con ellos, pero Pablo se negaba, ya que les había abandonado en el viaje anterior. Pablo y Bernabé terminaron por separarse, y Marcos acompañó al segundo en su viaje a Chipre (Hechos 15:37-39).
No está claro si este personaje, "Juan, llamado Marcos" es el mismo al que se refieren algunas epístolas del Nuevo Testamento, concretamente en 2Timoteo 4:11, Colosenses 4:10, Filemón 1:24 y en la Primera Epístola de Pedro (1Pedro 5:13). En Colosenses se dice de él que es primo de Bernabé (Colosenses 4:10), lo que podría explicar que este disputase con Pablo acerca de Marcos.

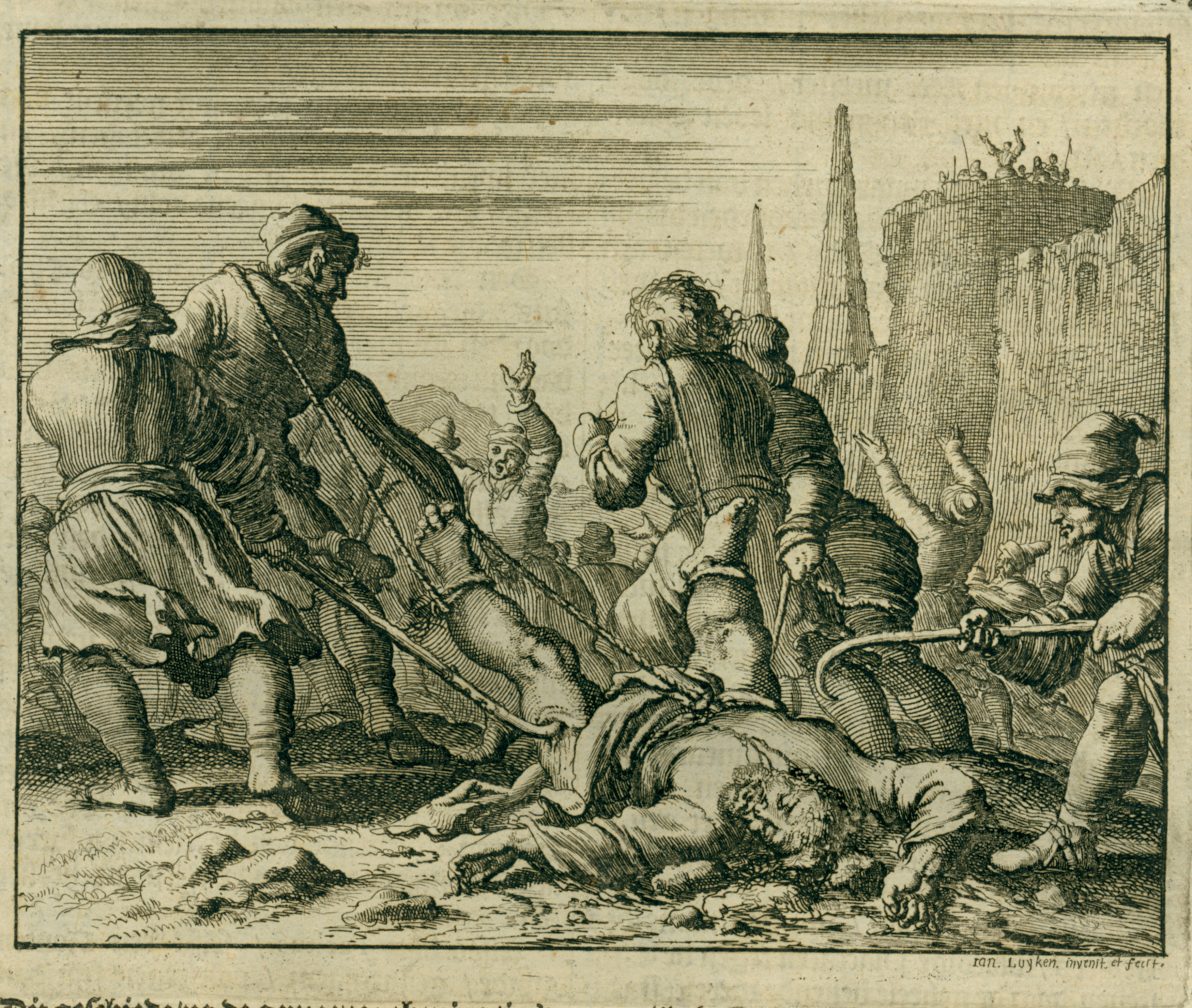
Martirio del evangelista Marcos en Alejandría. Grabado de Jan Luyken, 1685.

En el final de la Primera Epístola de Pedro, este menciona a "mi hijo Marcos". Mientras que las iglesias copta, católica y ortodoxa aseguran que se trata de un hijo espiritual (es decir, que Marcos hubiese sido bautizado por Pedro) o que simplemente Pedro le tenía mucho cariño, varios teólogos protestantes no tienen inconveniente en interpretar que podría tratarse de un hijo biológico, fundamentado en la palabra griega "huios", que se aplica a descendientes.
Según el Evangelio que se le atribuye, cuando Jesús fue apresado en el Huerto de los Olivos, le seguía un joven envuelto en una sábana, habiendo especulado algunos con la posibilidad de que este joven fuera el mismo Juan Marcos.
La tradición dice que Marcos fue obispo de Alejandría, en Egipto, donde realizó varios milagros y estableció una iglesia y su famosa escuela cristiana, nombrando un obispo, tres presbíteros y siete diáconos y murió allá como mártir el lunes de Pascua 25 de abril del año 68 (o en el 64 según algunas fuentes). Se afirma que siete años antes de su martirio había viajado a Marmarica y Libia.
Según la tradición, la Iglesia Copta de Etiopía tiene su origen en las prédicas de San Marcos, que llevó el cristianismo a Egipto en la época del emperador Nerón.
Los Hechos de San Marcos, un escrito de mediados del siglo IV, refieren que San Marcos fue arrastrado por las calles de Alejandría, atado con cuerdas al cuello. Después lo llevaron a la cárcel y al día siguiente le volvieron a aplicar el mismo martirio hasta que falleció.

## Atribución del Evangelio de Marcos
Una tradición cristiana antigua atribuyó el evangelio hoy denominado "de Marcos" al discípulo del apóstol Pedro llamado Marcos. El autor más antiguo que afirmó que Marcos había transcrito los recuerdos de Pedro fue Papías de Hierápolis, en la primera mitad del siglo II, en un testimonio citado por Eusebio de Cesarea.
«y el anciano decía lo siguiente: Marcos, que fue intérprete de Pedro, escribió con exactitud todo lo que recordaba, pero no en orden de lo que el Señor dijo e hizo. Porque él no oyó ni siguió personalmente al Señor, sino, como dije, después a Pedro. Este llevaba a cabo sus enseñanzas de acuerdo con las necesidades, pero no como quien va ordenando las palabras del Señor, más de modo que Marcos no se equivocó en absoluto cuando escribía ciertas cosas como las tenía en su memoria. Porque todo su empeño lo puso en no olvidar nada de lo que escuchó y en no escribir nada falso». (Eusebio, Hist. Ecl. iii. 39).
La mayoría de historiadores modernos no dan crédito a esta hipótesis, al considerar que el autor o autores del Evangelio de Marcos claramente no era alguien originario de Palestina y se dirigía a una audiencia de cristianos no judíos.

## Reliquias y tumba
Antiguos escritores cristianos como Doroteo, Eutiquio y el autor del Cronicón Pascual aseguran que el cuerpo de san Marcos fue quemado por los paganos. Sin embargo, el documento apócrifo conocido como Los Hechos de San Marcos, al parecer escrito en la Alejandría del siglo IV, afirma que una tormenta milagrosa atemorizó a los paganos y permitió a los cristianos salvar el cuerpo del santo de las llamas. 
En el año 828, las reliquias atribuidas a San Marcos fueron robadas de Alejandría por navegantes italianos y llevadas a Venecia, donde se conservan en la Basílica de San Marcos, construida expresamente para albergar sus restos. Los coptos creen no obstante que la cabeza del santo quedó en Alejandría. Cada año, en el día 30 del mes de Babah, la Iglesia Copta conmemora la consagración de la iglesia de San Marcos en Alejandría, y la aparición allí de la cabeza del santo, donde supuestamente aun se conserva.

## Iconografía

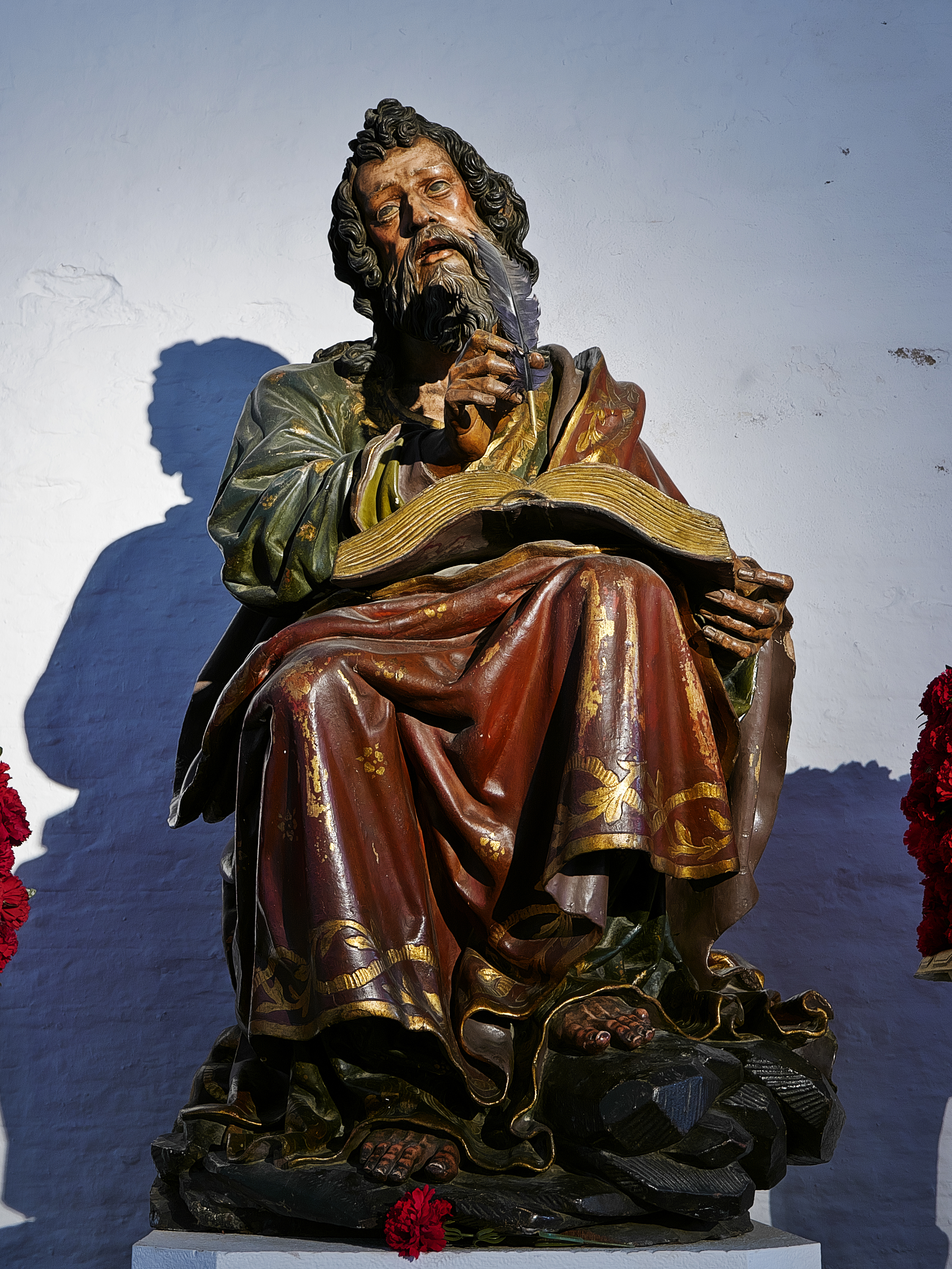
Iglesia de San Marcos (Sevilla). Madera policromada, siglo XVII

Se representa tradicionalmente a San Marcos con un león porque el Evangelio de Marcos empieza hablando del desierto y del río Jordán, y el león era considerado el rey del desierto y en los alrededores del Jordán había muchas fieras. Otros afirman que es el león porque dicho Evangelio comienza hablando de Juan el Bautista como "Voz que clama en el desierto", voz que sería como la de un león.
La Iglesia católica celebra su fiesta el 25 de abril.

## Patronazgos

### España
San Marcos es patrón de San Martín de la Vega (Madrid). También es patrono de Balsareny, municipio de la provincia de Barcelona; de Mainar, municipio de la provincia de Zaragoza; de los municipios oscenses de Candasnos y Montanuy, destacando también la romería celebrada en Chalamera; de Castro del Río, municipio de la provincia de Córdoba; Corcubión, municipio de la provincia de La Coruña; de Turón, municipio de la Alpujarra Granadina; de Algarra,  municipio de la provincia de Cuenca, del municipio malagueño de Benaoján; y de los municipios tinerfeños de Icod de los Vinos y Tegueste. Asimismo, es patrón de Canena y Mancha Real en la provincia de Jaén, de Méntrida en la provincia de Toledo, en Rodilana en la provincia de Valladolid, Narros de Cuéllar en la provincia de Segovia; y patrón de Almendralejo (Badajoz) y Sinarcas, en la provincia de Valencia.

### Guatemala
Por Acuerdo Gubernativo del 16 de mayo de 1934, la feria titular de la cabecera departamental del departamento de San Marcos, conocida como Feria Departamental de Primavera, se celebra del 22 al 28 de abril; siendo el día principal el 25, fecha en que la Iglesia Católica conmemora a San Marcos Evangelista patrono del municipio y departamento.[cita requerida]

### Nicaragua
San Marcos Evangelista es el santo patrono de San Marcos, Nicaragua. [cita requerida]

### México
En su honor se festeja la Feria Nacional de San Marcos. Esto sucede en la ciudad de Aguascalientes, en el estado homónimo.
Es patrón de la ciudad de Paraíso, en el estado de Tabasco.
Es patrón del Municipio de Balancán, en el estado de Tabasco.
También en Tuxtla Gutiérrez se rinde culto a él, en el estado de Chiapas.
En Baja California Sur (Golfo de California) se encuentra la Isla de San Marcos, realizando las fiestas patronales el 25 de abril, en las actividades se encuentra el baile tradicional y coronación de la Reyna, su famoso torneo de pesca, así como encuentros deportivos en la misma localidad.

### Perú

Escudo de la Universidad Nacional Mayor de San Marcos, la universidad más antigua de América. A la izquierda se ve al evangelista San Marcos y su león, patrono y mascota oficiales de la universidad.

La Universidad Nacional Mayor de San Marcos (UNMSM) es una universidad pública ubicada en la ciudad de Lima, Perú. Es la primera, más importante y más representativa institución educativa del país. A nivel continental, es la primera fundada oficialmente y la más antigua universidad de América —al ser la de mayor tiempo en continua operación desde su fundación. Tuvo sus inicios en los estudios generales que se brindaron en los claustros del convento del Rosario de la orden de Santo Domingo —actual Basílica y Convento de Santo Domingo— hacia 1548. Su fundación oficial fue gestada por fray Tomás de San Martín y se concretó el 12 de mayo de 1551 con el decreto del emperador Carlos I de España y V del Sacro Imperio Romano Germánico, en 1571 adquiere el grado de pontificia otorgado por el papa Pío V con lo que termina siendo nombrada como "Real y Pontificia Universidad de la Ciudad de los Reyes de Lima". Siendo reconocida por la Corona española como la primera universidad de América fundada oficialmente por Real Cédula.
Para el 6 de septiembre de 1574, en el segundo local de la universidad —la iglesia de San Marcelo—, ya se había elegido por sorteo la denominación oficial de la universidad. Las opciones fueron los cuatro evangelistas católicos: Mateo, Marcos, Lucas y Juan. El escritor peruano Ricardo Palma relata justamente en uno de los relatos de sus Tradiciones peruanas, octava serie (1896), titulado El patronato de San Marcos cómo la institución adquirió su nombre actual y al evangelista como su patrono —además de, por extensión, al León de San Marcos como su mascota.
Es referida como "Universidad de Lima" entre 1551 y 1821, durante el Virreinato. En los tiempos de la emancipación adquiere un rol principal al ilustrar a varios de los líderes gestores de la independencia del Perú. Después de la proclamación de la independencia y durante la república mantiene de manera coloquial su denominación como "Universidad de Lima" hasta 1946, en que se oficializa su nombre actual y denominación como universidad nacional.

### Venecia

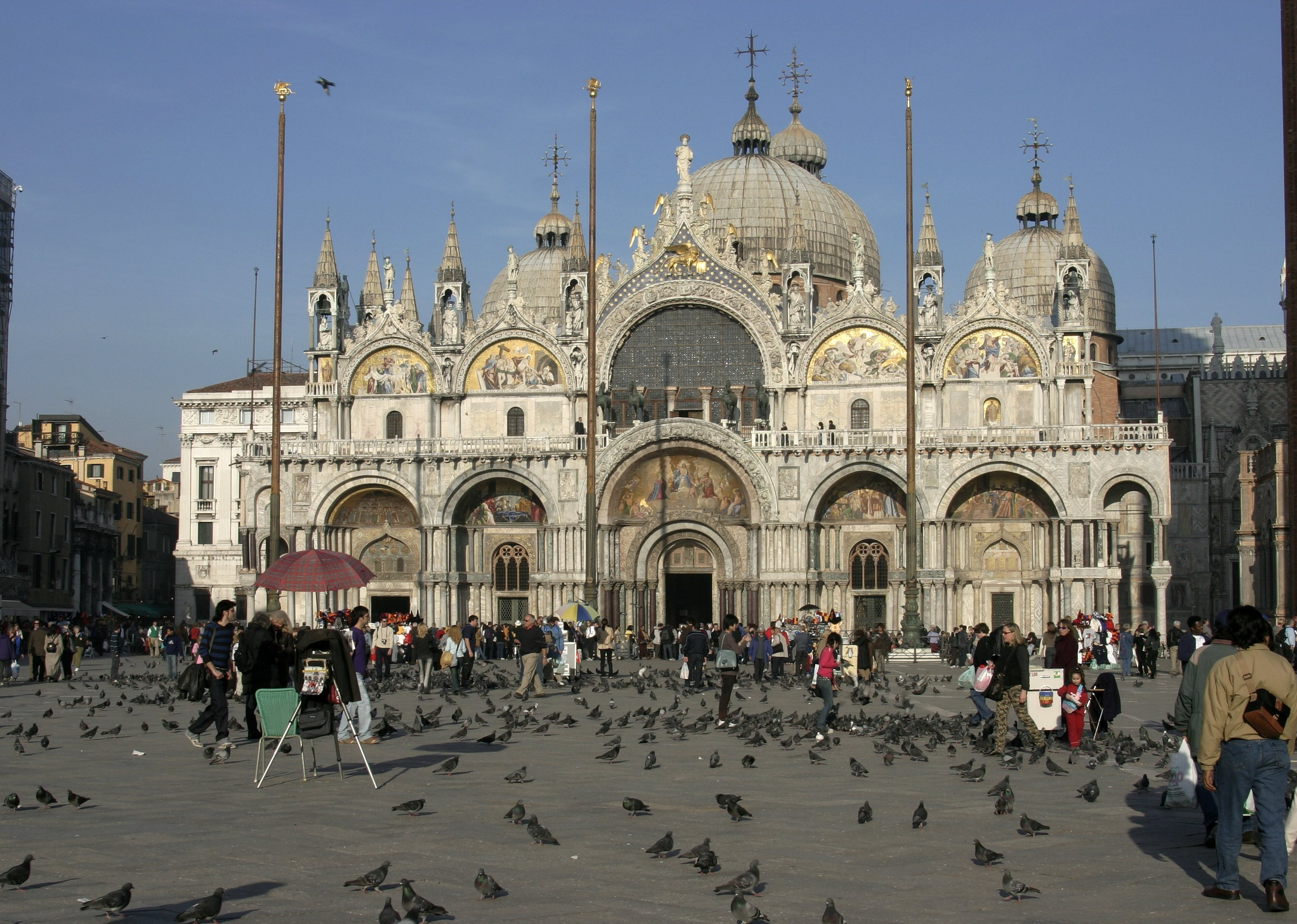
Basílica Venecia

San Marcos es el patrono de Venecia desde el año 828, sustituyendo a San Teodoro. La historia cuenta que dos mercaderes, Buono Tribuno da Malomocco y Rustico da Torcello robaron sus reliquias de su tumba de Alejandría en Egipto y las escondieron en una carga de carne de cerdo para que los guardias musulmanes no lo descubrieran. Cuando llegaron a Venecia, lo donaron al Dux Giustiniano Partecipazio que las colocaría en el castillo. Inmediatamente se comenzó a construir un santuario siguiendo el modelo de la basílica de los Doce Apóstoles de Constantinopla, la cual fue consagrada en el año 832. Un siglo más tarde fue destruida el año 976 por un incendio durante la insurrección del Dux Candiano IV. La antigua iglesia de San Teodoro presentaba una tipología de planta de cruz griega inscrita en el espacio central. Este tipo de planta estuvo difundida en Oriente durante el siglo VII como las iglesias de la Dormición de Nicea, San Nicola di Mira, la iglesia de la Virgen de Haks y diversos ejemplos en Armenia. Los restos de la antigua iglesia parece ser que se vieron englobados en la nueva San Marcos construida entre 1063 y 1094.

## Sucesión episcopal
| Predecesor: - | Obispo de Alejandría 43? – 63 | Sucesor: Aniano |